# Limazo
O Limazo ou Febrerazo referem-se a uma greve policial ocorrida na cidade de Lima que começou na segunda-feira, 3 de fevereiro de 1975, e que produziu uma série de motins e distúrbios que foram violentamente reprimidos pelas Forças ‎‎Armadas‎‎ ‎‎Peruanas‎‎ na quarta-feira, 5 de fevereiro.
O caos e a falta de resposta governamental adequada provocados pela insurreição resultaram no agravamento da crise política enfrentada pelo governo de Juan Velasco Alvarado, que seria deposto por um golpe de Estado em agosto de 1975, encerrando assim a primeira fase do  do então chamado governo revolucionário.